# Pseudoceraphron pulex
Pseudoceraphron pulex is een vliesvleugelig insect uit de familie Pteromalidae. De wetenschappelijke naam is voor het eerst geldig gepubliceerd in 1924 door Dodd.